# Prix Vermeille
Groupe 1
Le Prix Vermeille est une course hippique de plat se déroulant au mois de septembre sur l'hippodrome de Longchamp.
Crée en 1897 en l'honneur de la jument initialement nommée Merveille (née en 1853 à Beaune), puis renommée Vermeille à la naissance de ses premiers petits (la jument fut bien plus remarquable pour sa postérité que pour ses succès en course), le Prix Vermeille est une course de Groupe I réservée aux juments de 3 ans et plus. Jusqu'en 2004, elle était ouverte uniquement aux 3 ans. Les éditions 2005 et 2006 furent ouvertes aux 4 ans, celles qui suivirent à toutes les juments de 3 ans et plus.
Il est à noter que, de sa création jusqu'à l'aube de la première guerre mondiale, la course ne fut jamais disputée par plus de 11 juments. Ce nombre grandit timidement, mais atteint tout de même 18 partantes en 1961, pour un record de 22 partantes en 1965"
L'allocation, quant à elle, ne représentait que 36% de celle du Prix de Diane en 1913" Cela augmenta judicieusement à 43% en 1937, et 73% en 1961" En raison de l'augmentation de celle du Prix de Diane au fil du temps, ce pourcentage diminua et l'allocation de 350 000 € de 2010 (alors 43,7 % de celle du Prix de Diane de la même année, 800 000 €) était inférieure à celle de 400 000 € donnée par la Poule d'Essai des Pouliches, ce qui expliqua une baisse d'intérêt des propriétaires. La course reprit cependant de l'intérêt en 2004 par son ouverture aux 4 ans internationaux, plaçant le Prix Vermeille au niveau du Prix de l'Opéra et le rendant plus intéressant que celui-ci de par la différence notable de distance : 2000 mètres seulement pour le Prix de l'Opéra contre 2400 pour le Prix Vermeille.
La course ne fut annulée qu'entre 1914 et 1918, en 1939 et en 1940 (du fait de guerre). En 1943 et 1944, elle eût lieu sur l'Hippodrome du Tremblay. En 2016 et 2017, elle eût lieu à l'Hippodrome de Chantilly (rénovation de l'Hippodrrome de Longchamp). Le Prix Vermeille se court sur la grande piste de Longchamp (2400 mètres), et son allocation s'élève aujourd'hui à 600 000 €.
Elle peut être un objectif en soi pour les propriétaires, ou servir de course préparatoire au Prix de l'Arc de Triomphe, et se déroule le même jour que le Prix Niel et le Prix Foy.

## Palmarès depuis 1965
| Année            | Vainqueur        | Âge | Pays        | Père               | Jockey                    | Entraîneur                  | Propriétaire                         | Deuxième         | Troisième        | Temps   |
| ---------------- | ---------------- | --- | ----------- | ------------------ | ------------------------- | --------------------------- | ------------------------------------ | ---------------- | ---------------- | ------- |
| 2024             | Bluestocking     | 4   | Royaume-Uni | Camelot            | Rossa Ryan                | Ralph Beckett               | Juddmonte Farms                      | Aventure         | Emily Upjohn     | 2'31"53 |
| 2023             | Warm Heart       | 3   | Irlande     | Galileo            | James Doyle               | Aidan O'Brien               | Coolmore                             | Melo Melo        | Sea Silk Road    | 2'31"29 |
| 2022             | Sweet Lady       | 4   | France      | Lope de Vega       | Gregory Benoist           | Francis-Henri Graffard      | Gemini Stud                          | Lilac Road       | La Parisienne    | 2'35"50 |
| 2021             | Teona            | 3   | Royaume-Uni | Sea The Stars      | Olivier Peslier           | Roger Varian                | Ali Saeed                            | Snowfall         | La Joconde       | 2'31"99 |
| 2020             | Tarnawa          | 4   | Irlande     | Shamardal          | Christophe Soumillon      | Dermot Weld                 | S.A. Aga Khan                        | Raabihah         | Dame Maillot     | 2'26"42 |
| 2019             | Star Catcher     | 3   | Royaume-Uni | Sea The Stars      | Lanfranco Dettori         | John Gosden                 | Anthony Oppenheimer                  | Musis Amica      | Ligne d'Or       | 2'27"63 |
| 2018             | Kitesurf         | 4   | France      | Dubawi             | Mickaël Barzalona         | André Fabre                 | Godolphin                            | Magic Wand       | Zarkamiya        | 2'26"39 |
| 2017             | Bateel           | 5   | Royaume-Uni | Dubawi             | Pierre-Charles Boudot     | Francis-Henri Graffard      | Al Asayl Bloodstock Ltd              | Journey          | Left Hand        | 2'32"90 |
| 2016             | Left Hand        | 3   | France      | Dubawi             | Maxime Guyon              | Carlos Laffon-Parias        | Wertheimer & Frère                   | Endless Time     | The Juliet Rose  | 2'33"23 |
| 2015             | Trêve            | 5   | France      | Motivator          | Thierry Jarnet            | Christiane Head-Maarek      | Al Shaqab Racing                     | Candarliya       | Sea Calisi       | 2'34"09 |
| 2014             | Baltic Baroness  | 4   | France      | Shamardal          | Maxime Guyon              | André Fabre                 | Gestüt Ammerland                     | Pomology         | Dolniya          | 2'28"22 |
| 2013             | Trêve            | 3   | France      | Motivator          | Lanfranco Dettori         | Christiane Head-Maarek      | Al Shaqab Racing                     | Wild Coco        | Tasaday          | 2'37"82 |
| 2012             | Shareta          | 4   | France      | Sinndar            | Christophe Lemaire        | Alain de Royer-Dupré        | S.A. Aga Khan                        | Pirika           | Solemia          | 2'29"06 |
| 2011             | Galikova         | 3   | France      | Galileo            | Olivier Peslier           | Freddy Head                 | Wertheimer & Frère                   | Testosterone     | Shareta          | 2'34"38 |
| 2010             | Midday           | 4   | Royaume-Uni | Oasis Dream        | Tom Queally               | Henry Cecil                 | Khalid Abdullah                      | Plumania         | Sarafina         | 2'32"40 |
| 2009             | Stacelita        | 3   | France      | Monsun             | Christophe Lemaire        | Jean-Claude Rouget          | Martin Schwartz                      | Plumania         | Board Meeting    | 2'29"10 |
| 2008             | Zarkava          | 3   | France      | Zamindar           | Christophe Soumillon      | Alain de Royer-Dupré        | S.A. Aga Khan                        | Dar Re Mi        | Treat Gently     | 2'26"00 |
| 2007             | Mrs Lindsay      | 3   | France      | Theatrical         | Johnny Murtagh            | François Rohaut             | B.Jenney                             | West Wind        | Passage of Time  | 2'27"00 |
| 2006             | Mandesha         | 3   | France      | Desert Style       | Christophe Soumillon      | Alain de Royer-Dupré        | Pcesse Zahra Aga Khan                | Montare          | Royal Highness   | 2'29"20 |
| 2005             | Shawanda         | 3   | France      | Sinndar            | Christophe Soumillon      | Alain de Royer-Dupré        | S.A. Aga Khan                        | Royal Highness   | Paita            | 2'32"00 |
| 2004             | Sweet Stream     | 4   | France      | Shantou            | Thierry Gillet            | John E.Hammond              | Team Valor                           | Royal Fantasy    | Pride            | 2'29"50 |
| 2003             | Mezzo Soprano    | 3   | Royaume-Uni | Darshaan           | Frankie Dettori           | Saeed Bin Suroor            | Godolphin                            | Yesterday        | Fidélité         | 2'26"10 |
| 2002             | Pearly Shells    | 3   | France      | Efisio             | Christophe Soumillon      | François Rohaut             | 6 C Racing Ltd                       | Ana Marie        | Bright Sky       | 2'26"00 |
| 2001             | Aquarelliste     | 3   | France      | Danehill           | Dominique Bœuf            | Elie Lellouche              | Daniel Wildenstein                   | Diamilina        | Mare Nostrum     | 2'29"40 |
| 2000             | Volvoreta        | 3   | France      | Suave Dancer       | Mikael Kinane             | Carlos Lerner               | S.Vidal                              | Rêve d'Oscar     | Egyptband        | 2'26"30 |
| 1999             | Daryaba          | 3   | France      | Theatrical         | Gérald Mossé              | Alain de Royer-Dupré        | S.A. Aga Khan                        | Etizaaz          | Cerulean Sky     | 2'30"60 |
| 1998             | Leggera          | 3   | Royaume-Uni | Sadler's Wells     | Richard Quinn             | John Dunlop                 | H.Focke                              | Cloud Castle     | Zainta           | 2'41"40 |
| 1997             | Queen Maud       | 3   | France      | Akarad             | Olivier Peslier           | Jean de Roualle             | Gary Tanaka                          | Gazelle Royale   | Brilliance       | 2'28"20 |
| 1996             | My Emma          | 3   | Royaume-Uni | Akarad             | Cash Asmussen             | Rae Guest                   | Matthews B & R                       | Papering         | Miss Tahiti      | 2'28"20 |
| 1995             | Carling          | 3   | France      | Garde Royale       | Thierry Thulliez          | Corinne Barbe               | Écurie Delbart                       | Valley of Gold   | Larrocha         | 2'32"80 |
| 1994             | Sierra Madre     | 3   | France      | Baillamont         | Gérald Mossé              | Pascal Bary                 | Jean-Louis Bouchard                  | Yenda            | State Cristal    | 2'35"30 |
| 1993             | Intrepidity      | 3   | France      | Sadler's Wells     | Thierry Jarnet            | André Fabre                 | Cheikh Mohammed                      | Wemyss Bight     | Bright Moon      | 2'36"80 |
| 1992             | Jolypha          | 3   | France      | Lyphard            | Pat Eddery                | André Fabre                 | Khalid Abdullah                      | Cunning          | Urban Sea        | 2'32"80 |
| 1991             | Magic Night      | 3   | France      | Le Nain Jaune      | Alain Badel               | Philippe Demercastel        | Philippe Demercastel                 | Pink Turtle      | Crnagora         | 2'27"80 |
| 1990             | Salsabil         | 3   | Royaume-Uni | Sadler's Wells     | Willy Carson              | John Dunlop                 | Hamdam Al-Maktoum                    | Miss Alleged     | In The Groove    | 2'29"60 |
| 1989             | Young Mother     | 3   | France      | Youth              | Alain Badel               | Jean-Marie Béguigné         | Jean-Marie Béguigné                  | Sierra Roberta   | Colorado Dancer  | 2'33"10 |
| 1988             | Indian Rose      | 3   | France      | General Holme      | Tony Cruz                 | Jean-Marie Béguigné         | Guy de Rothschild                    | Sudden Love      | Light The Lights | 2'33"10 |
| 1987             | Bint Pasha       | 3   | Royaume-Uni | Affirmed           | Pat Eddery                | Paul Cole                   | Fahd Salma                           | Three Trails     | Something True   | 2'31"70 |
| 1986             | Darara           | 3   | France      | Top Ville          | Yves Saint-Martin         | Alain de Royer-Dupré        | S.A. Aga Khan                        | Reloy            | Lacovia          | 2'38"70 |
| 1985             | Walensee         | 3   | France      | Troy               | Éric Legrix               | Patrick Biancone            | Daniel Wildenstein                   | Fitnah           | Galla Placidia   | 2'32"70 |
| 1984             | Northern Trick   | 3   | France      | Northern Dancer    | Cash Asmussen             | François Boutin             | Stávros Niárchos                     | Circus Plume     | Treizième        | 2'40"90 |
| 1983             | Sharaya          | 3   | France      | Youth              | Yves Saint-Martin         | Alain de Royer-Dupré        | S.A. Aga Khan                        | Estrapade        | Vosges           | 2'42"10 |
| 1982             | All Along        | 3   | France      | Targowice          | Greville Starkey          | Patrick Biancone            | Daniel Wildenstein                   | Akiyda           | Grease           | 2'29"90 |
| 1981             | April Run        | 3   | France      | Run The Gantlet    | Philippe Paquet           | François Boutin             | Diana Firestone                      | Leandra          | Madam Gay        | 2'32"90 |
| 1980             | Mrs Penny        | 3   | Royaume-Uni | Great Nephew       | John Matthias             | Ian Balding                 | Eric Kronfeld                        | Little Bonny     | Detroit          | 2'34"90 |
| 1979             | Three Troikas    | 3   | France      | Lyphard            | Freddy Head               | Christiane Head             | Ghislaine Head                       | Salpinx          | Pitasia          | 2'30"30 |
| 1978             | Dancing Maid     | 3   | France      | Lyphard            | Freddy Head               | Alec Head                   | Jacques Wertheimer                   | Relfo            | Amazer           | 2'34"00 |
| 1977             | Kamicia          | 3   | France      | Kashmir            | Alain Badel               | Jean Laumain                | Mrs Henri Rabatel                    | Royal Hive       | Fabuleux Jane    | 2'30"50 |
| 1976             | Lagunette        | 3   | France      | Val de Loir        | Philippe Paquet           | François Boutin             | Marius Berghgracht                   | Sarah Siddons    | Floressa         | 2'40"20 |
| 1975             | Ivanjica         | 3   | France      | Sir Ivor           | Gary W. Moore             | Alec Head                   | Jacques Wertheimer                   | Nobiliary        | May Hill         | 2'34"70 |
| 1974             | Paulista         | 3   | France      | Sea Hawk           | Yves Saint-Martin         | Angel Penna                 | Daniel Wildenstein                   | Comtesse de Loir | Gaily            | 2'33"60 |
| 1973             | Allez France     | 3   | France      | Sea Bird           | Yves Saint-Martin         | Albert Klimscha             | Daniel Wildenstein                   | Hurry Harriet    | El Mina          | 2'43"40 |
| 1972 (dead-heat) | Paysanne San San | 3   | France      | Auréole Bald Eagle | Jean Deforge Jean Cruguet | Geoffroy Watson Angel Penna | Guy de Rothschild Comtesse Batthyany |                  | Decigale         | 2'35"60 |
| 1971             | Pistol Packer    | 3   | France      | Gun Bow            | Freddy Head               | Alec Head                   | Ghislaine Head                       | Cambrizzia       | Pink Pearl       | 2'34"70 |
| 1970             | Highest Hopes    | 3   | Royaume-Uni | Hethersett         | Joe Mercer                | Dick Hern                   | Brook Holliday                       | Miss Dan         | Parmelia         | 2'29"20 |
| 1969             | Saraca           | 3   | France      | Shantung           | Yves Saint-Martin         | François Mathet             | Arpad Plesch                         | Crepellana       | Riverside        | 2'38"80 |
| 1968             | Roseliere        | 3   | France      | Misti              | Yann Josse                | Georges Bridgland           | Mrs Georges Bridgland                | Pola Bella       | La Lagune        | 2'45"40 |
| 1967             | Casaque Grise    | 3   | France      | Saint-Crespin      | Yves Saint-Martin         | François Mathet             | Mrs François Dupré                   | Percale          | Heath Rose       | 2'43"70 |
| 1966             | Haltilala        | 3   | France      | Le Haar            | Jean Deforge              | Geoffroy Watson             | Guy de Rothschild                    | Bubunia          | Fine Pearl       | 2'34"40 |
| 1965             | Aunt Edith       | 3   | Royaume-Uni | Primera            | Lester Piggott            | Noel Murless                | John Hornung                         | Dark Wave        | Long Look        | 2'31"50 |

## Lauréates précédentes
- 1897 – Ortie Blanche
- 1898 – Melina
- 1899 – Sesara
- 1900 – Semendria
- 1901 – La Camargo
- 1902 – Ophelia
- 1903 – Mater
- 1904 – Profane
- 1905 – Brienne
- 1906 – Bethsaida
- 1907 – Claudia
- 1908 – Medeah
- 1909 – Ronde de Nuit
- 1910 – Basse Pointe
- 1911 – Tripolette
- 1912' Reveuse
- 1913 – Moia
- 1914–18 – course annulée
- 1919 – Stearine
- 1920 – Meddlesome Maid
- 1921 – Durban
- 1922 – Sainte Ursule
- 1923 – Quoi
- 1924 – Isola Bella
- 1925 – La Habanera
- 1926 – Dorina
- 1927 – Samphire
- 1928 – Merry Girl
- 1929 – Calandria
- 1930 – Commanderie
- 1931 – Pearl Cap
- 1932 – Kiddie
- 1933 – La Circe
- 1934 – Mary Tudor
- 1935 – Crisa
- 1936 – Mistress Ford
- 1937 – Tonnelle
- 1938 – Ma Normandie
- 1939–40 – course annulée
- 1941 – Longthanh
- 1942 – Vigilance
- 1943 – Folle Nuit
- 1944 – La Belle du Canet
- 1945 – Nikellora
- 1946 – Pirette
- 1947 – Procureuse
- 1948 – Corteira
- 1949 – Bagheera
- 1950 – Kilette
- 1951 – Orberose
- 1952 – La Mirambule
- 1953 – Radio
- 1954 – Philante
- 1955 – Wild Miss
- 1956 – Janiari
- 1957 – Arbencia
- 1958 – Bella Paola
- 1959 – Mi Carina
- 1960 – Lezghinka
- 1961 – Anne la Douce / Astola
- 1962 – Monade
- 1963 – Golden Girl
- 1964 – Astaria